# Automóviles eléctricos en España
La presencia de automóviles eléctricos en España es reducida aunque cada año aumenta sensiblemente. En agosto de 2023 la cuota de mercado de los turismos eléctricos puros alcanzó el 7 %. Los enchufables (PHEV) supusieron el 6 % y los híbridos no enchufables el 33 %. A principios de 2023 circulaban en España más de 220.000 vehículos enchufables. En octubre  de 2023 se habían matriculado en España más de 270 000 vehículos eléctricos, de los cuales 150 000 son turismos y el resto de la cantidad se reparte entre motos, furgonetas, camiones, autobuses y otros).
En los últimos años se han matriculado en España más de 10 000 furgonetas eléctricas (5500 en 2023), más de 800 camiones eléctricos y más de 700 autobuses eléctricos.
En el año 2012 apenas se matricularon unas pocas unidades de turismos eléctricos, en 2017 había ya 10 000 y en 2022 más de 100 000.
Algunas de las razones que se han propuesto para explicar el bajo porcentaje de ventas de vehículos eléctricos en España son el alto precio de adquisición, la crisis de los semiconductores (que pudo originar un descenso en su producción) o el hecho de que aún existen pocas estaciones de recarga de alta velocidad. Al igual que la venta de coches eléctricos va aumentando también aumenta la instalación de estaciones de carga. En abril de 2025 había en España más de 46 mil cargadores.
La previsión, no obstante, es que el porcentaje de vehículos eléctricos aumente considerablemente en el corto plazo debido a varios factores: los cambios normativos de la Ley de cambio climático y transición energética que entran en vigor en 2023 (como las zona de bajas emisiones o las nuevas infraestructuras de recarga), la mayor conciencia social sobre contaminación y cambio climático o la cada vez mayor oferta de los fabricantes buscando la eliminación de combustibles fósiles en vehículos. Además, la venta de automóviles con motor de combustión estará prohibida en Europa a partir de 2035.
En el año 2022 se vendieron 36 452 coches eléctricos, lo que representó un 31 % más que el año anterior. En el año 2023 se matricularon más de 75 000 vehículos 100 % eléctricos.
| Gráfica de evolución de Automóviles eléctricos en España entre 2014 y 2022 |
|                                                                            |
| Matriculaciones de turismos en España (2014-2022).                         |

## Modelos más vendidos por año

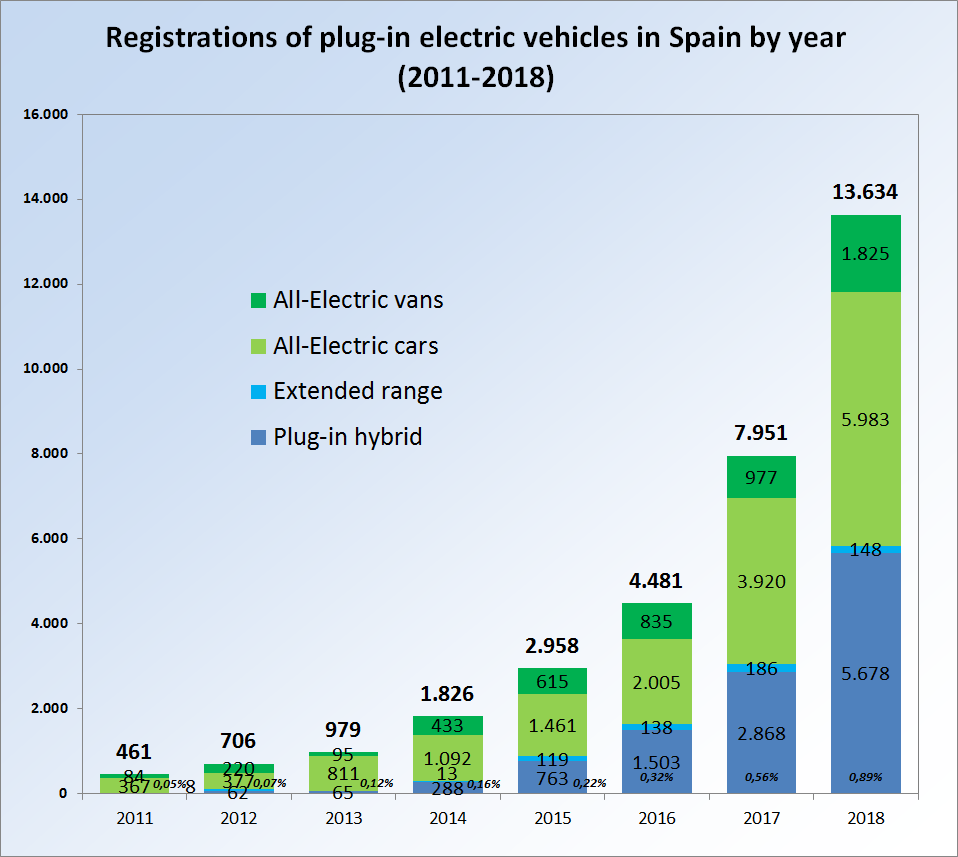

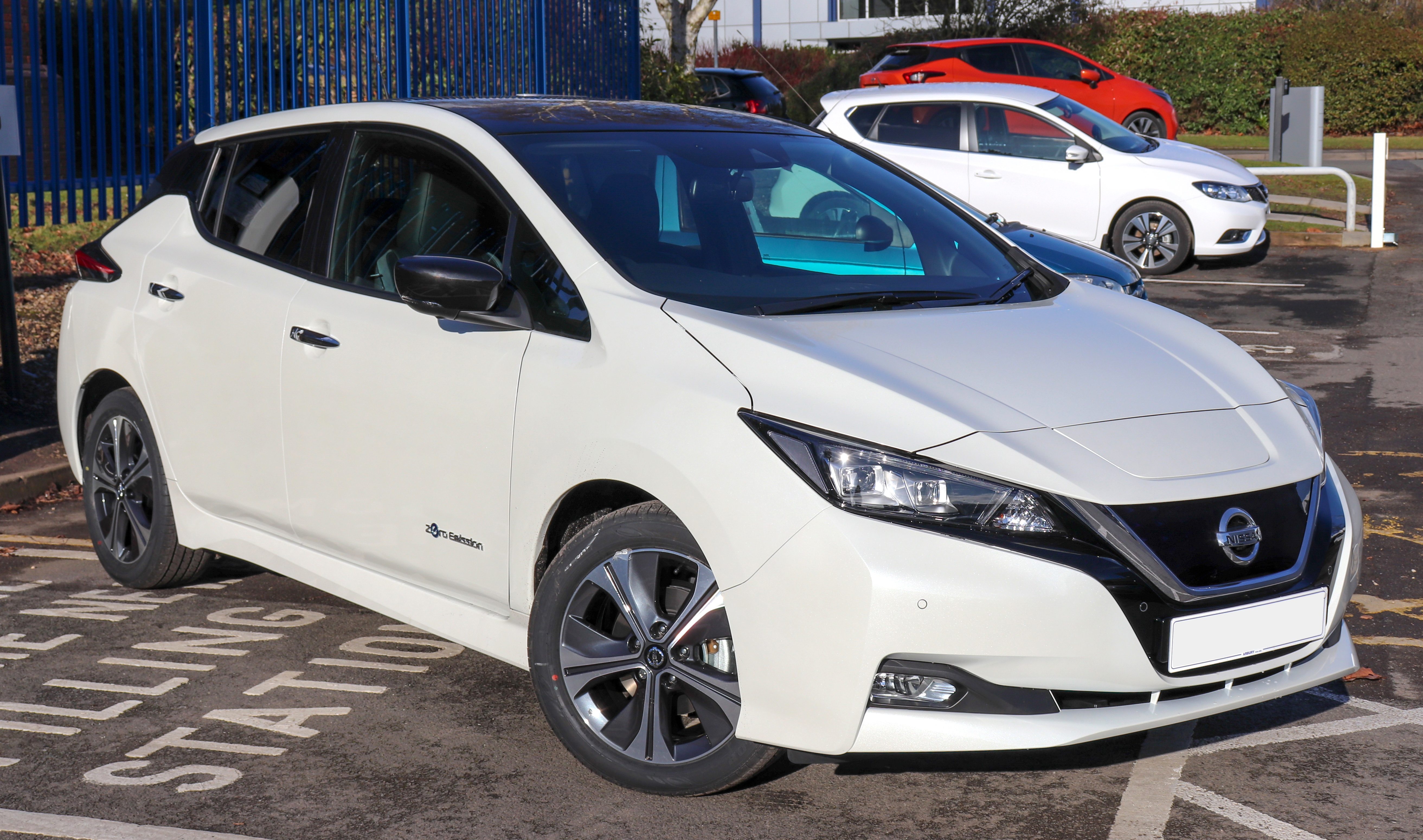
Nissan Leaf

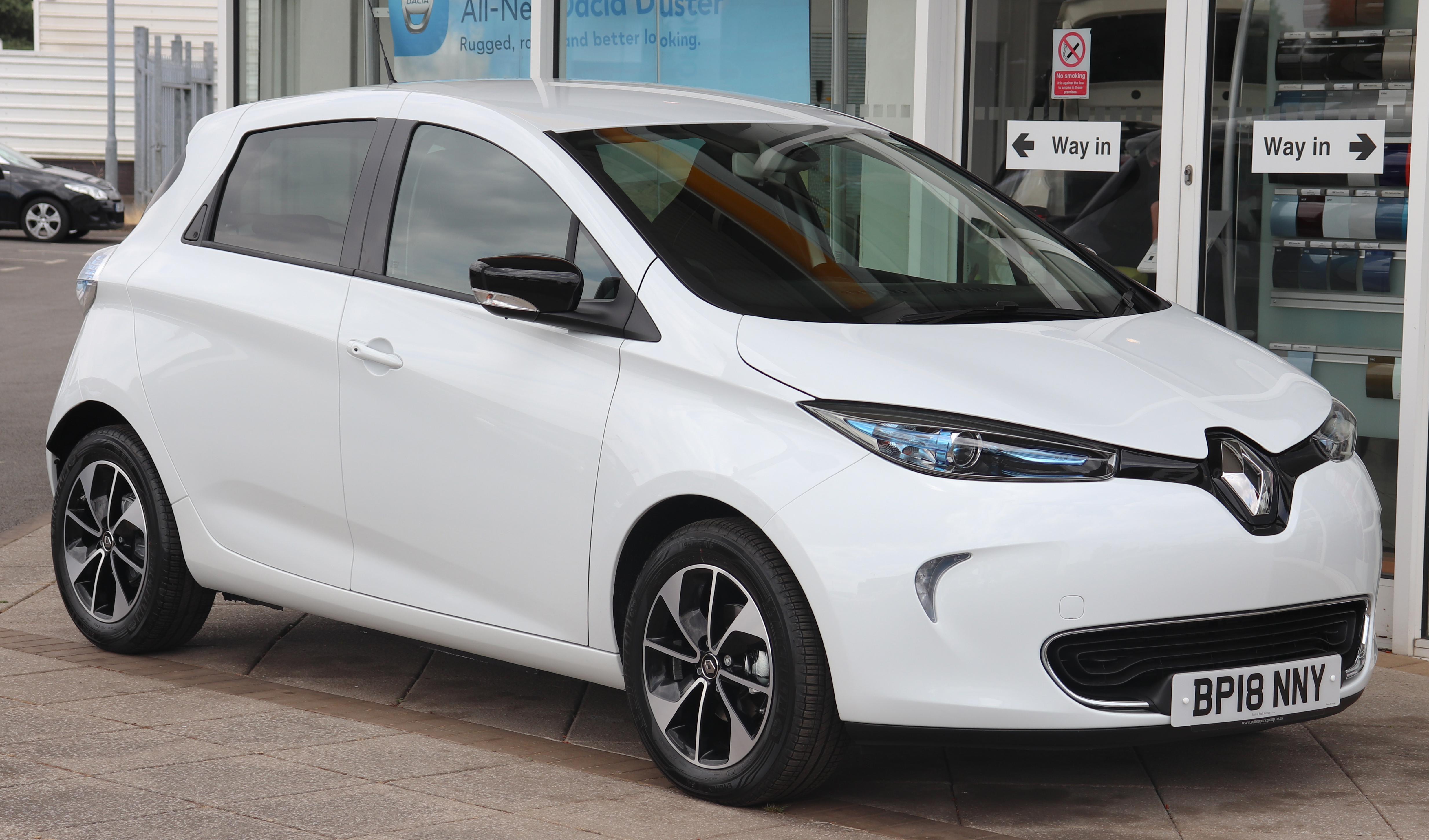
Renault ZOE

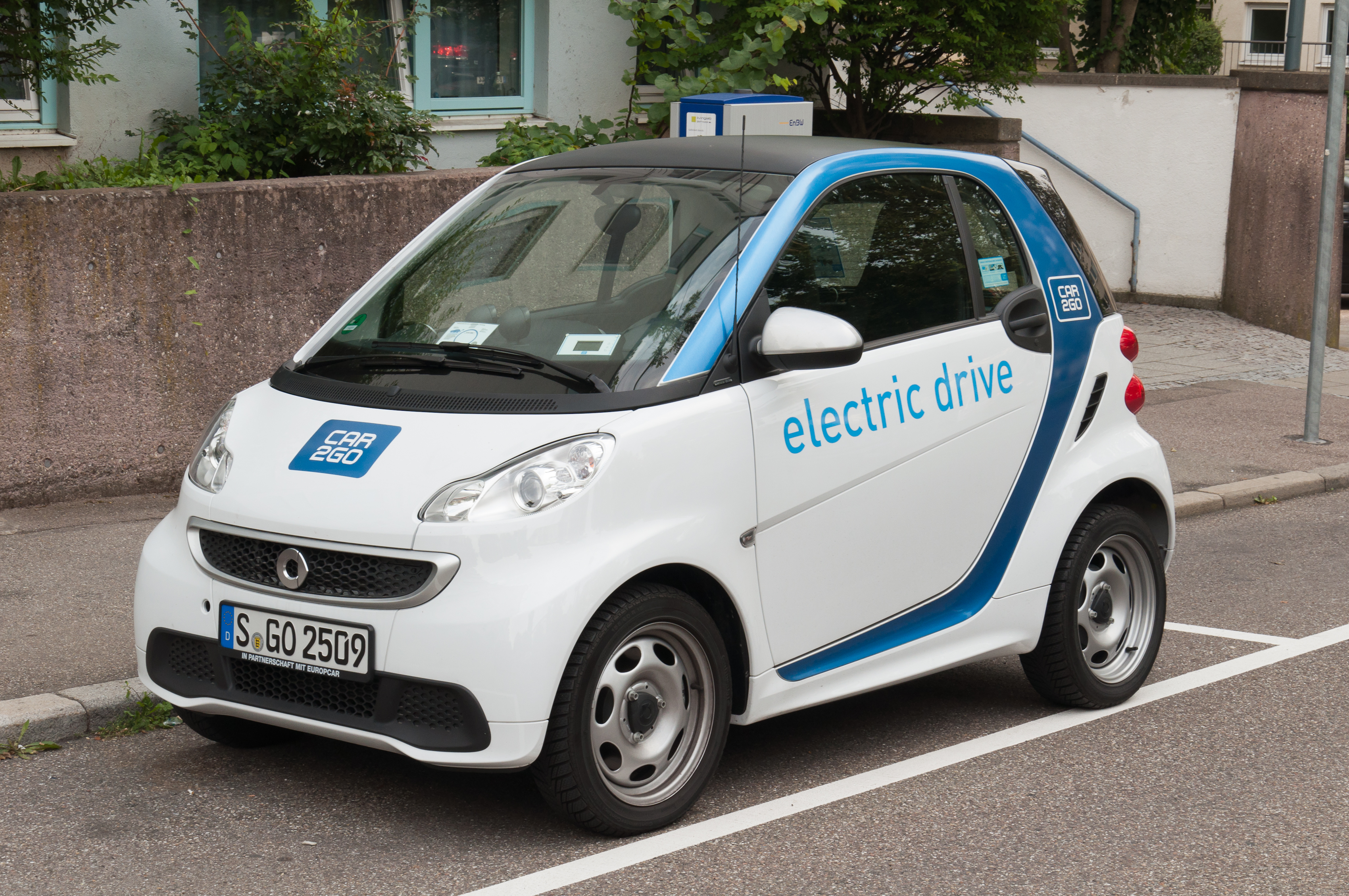
Smart ED

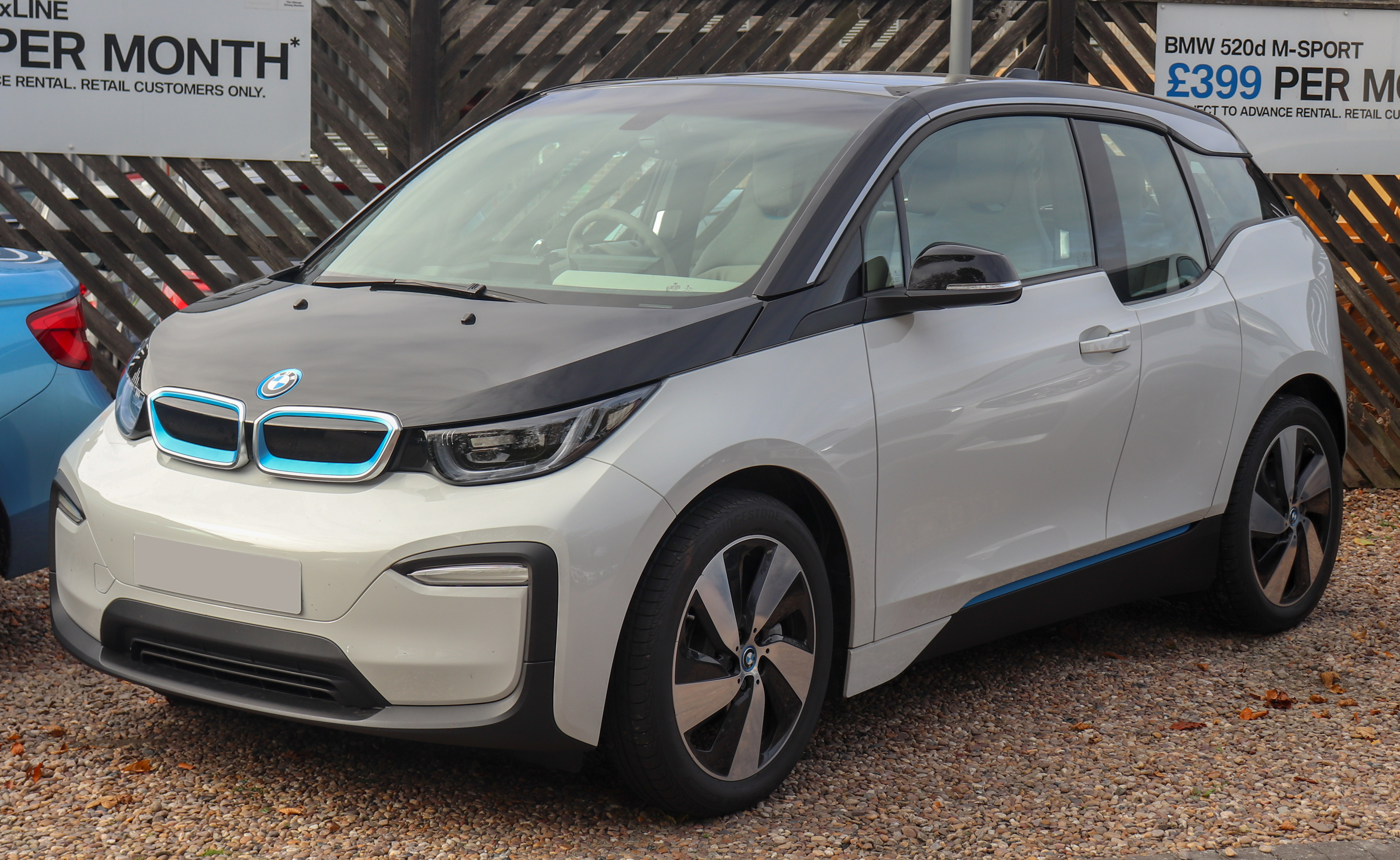
BMW i3

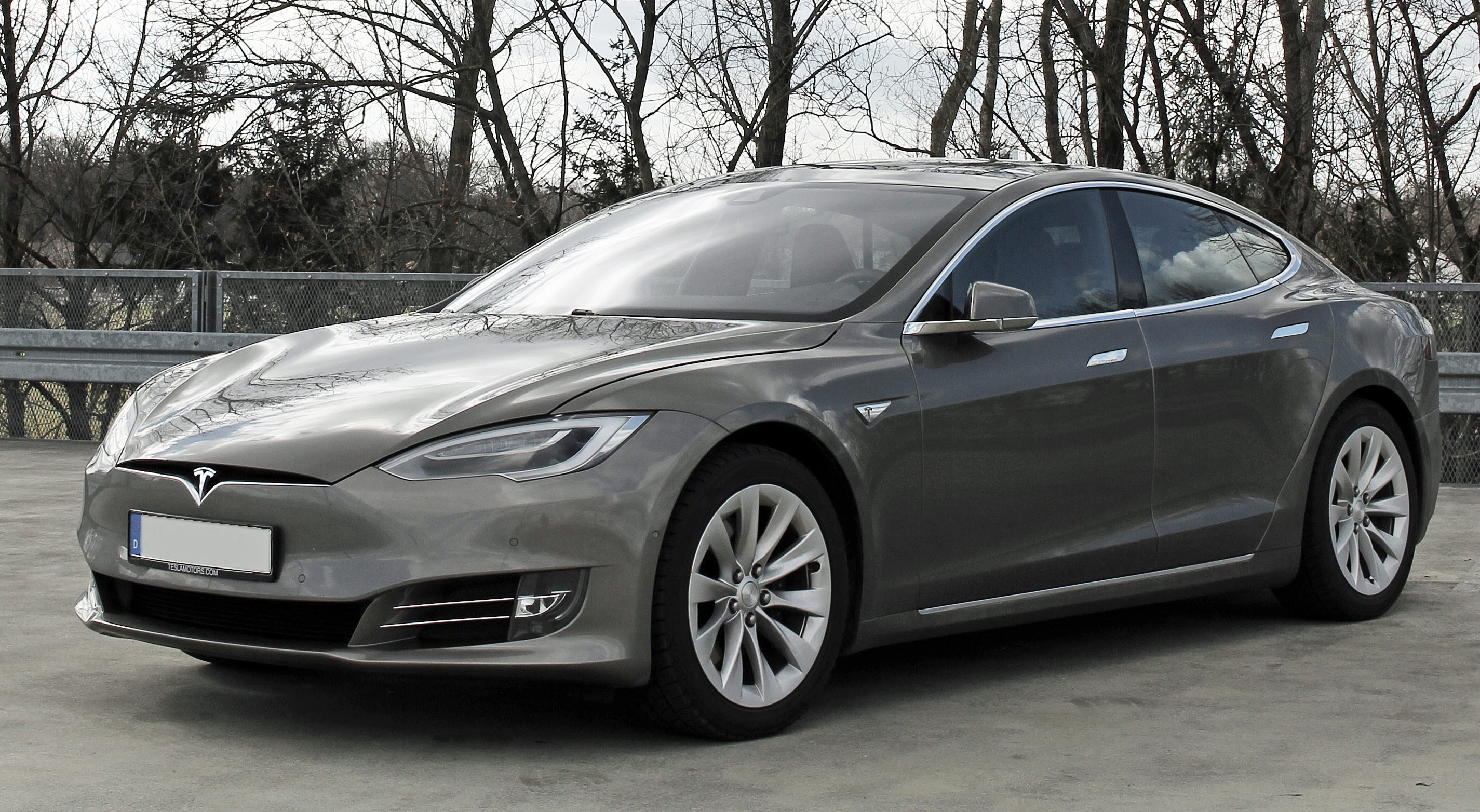
Tesla Model S

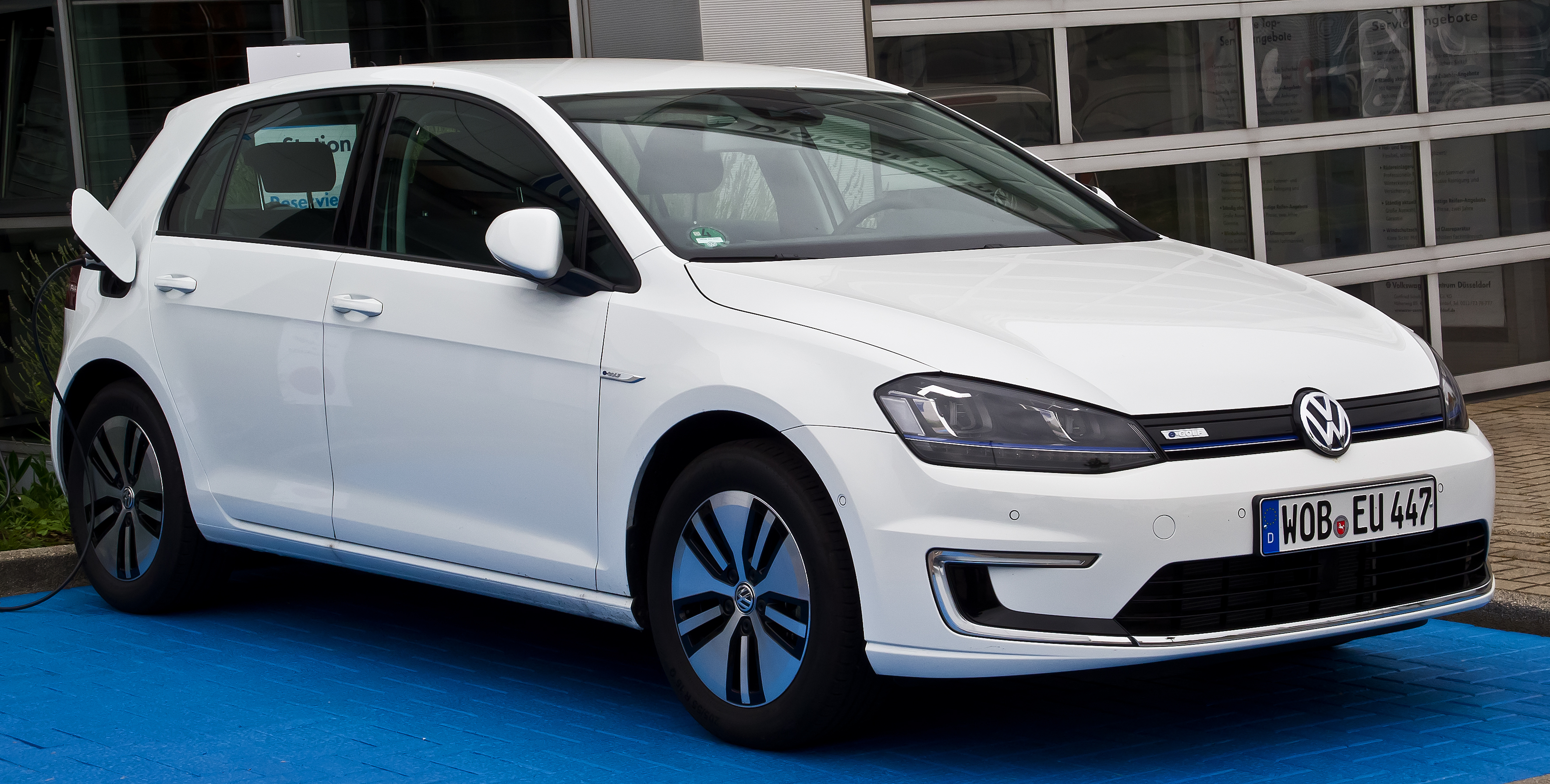
Volkswagen e-Golf

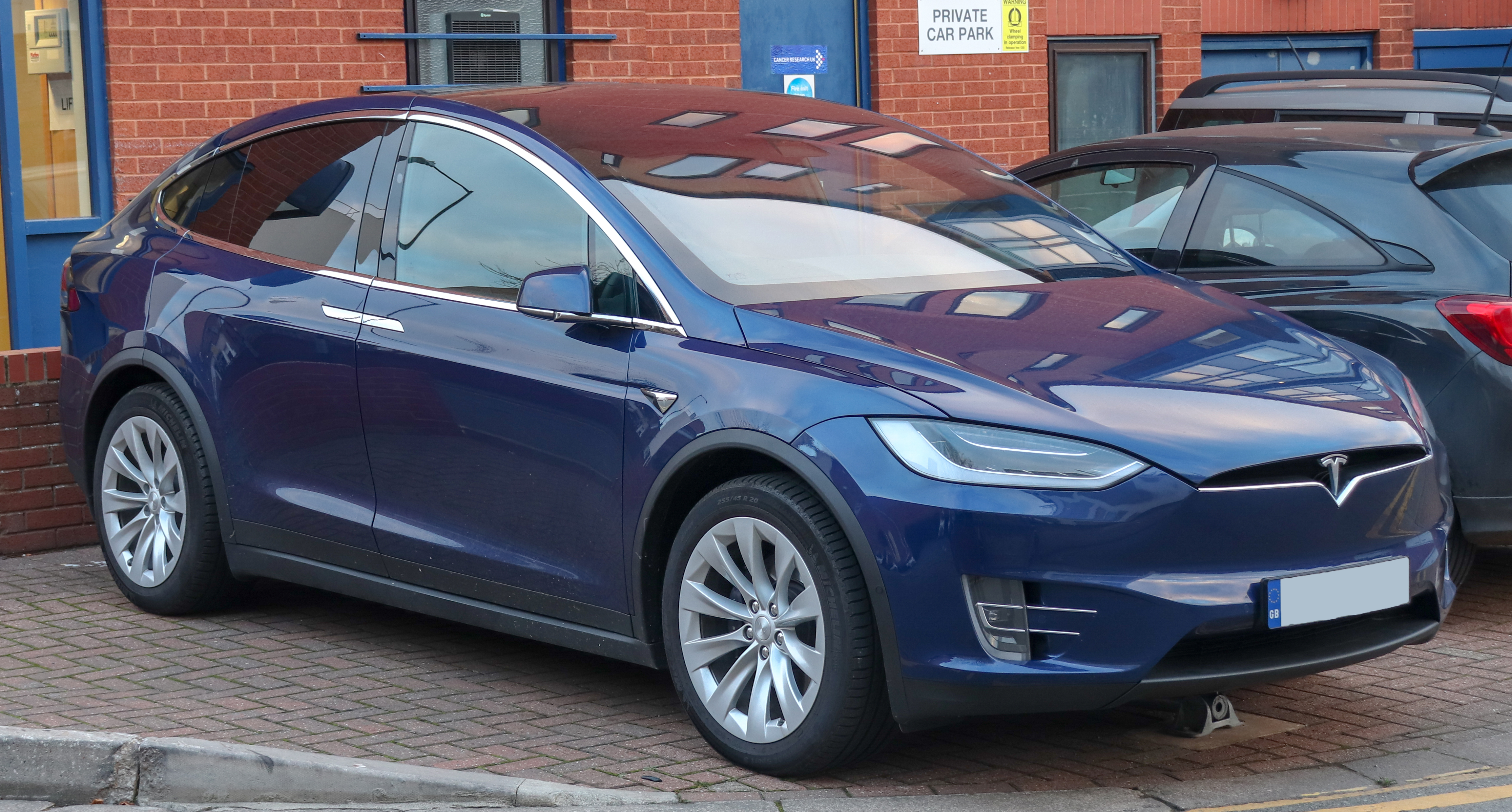
Tesla Model X

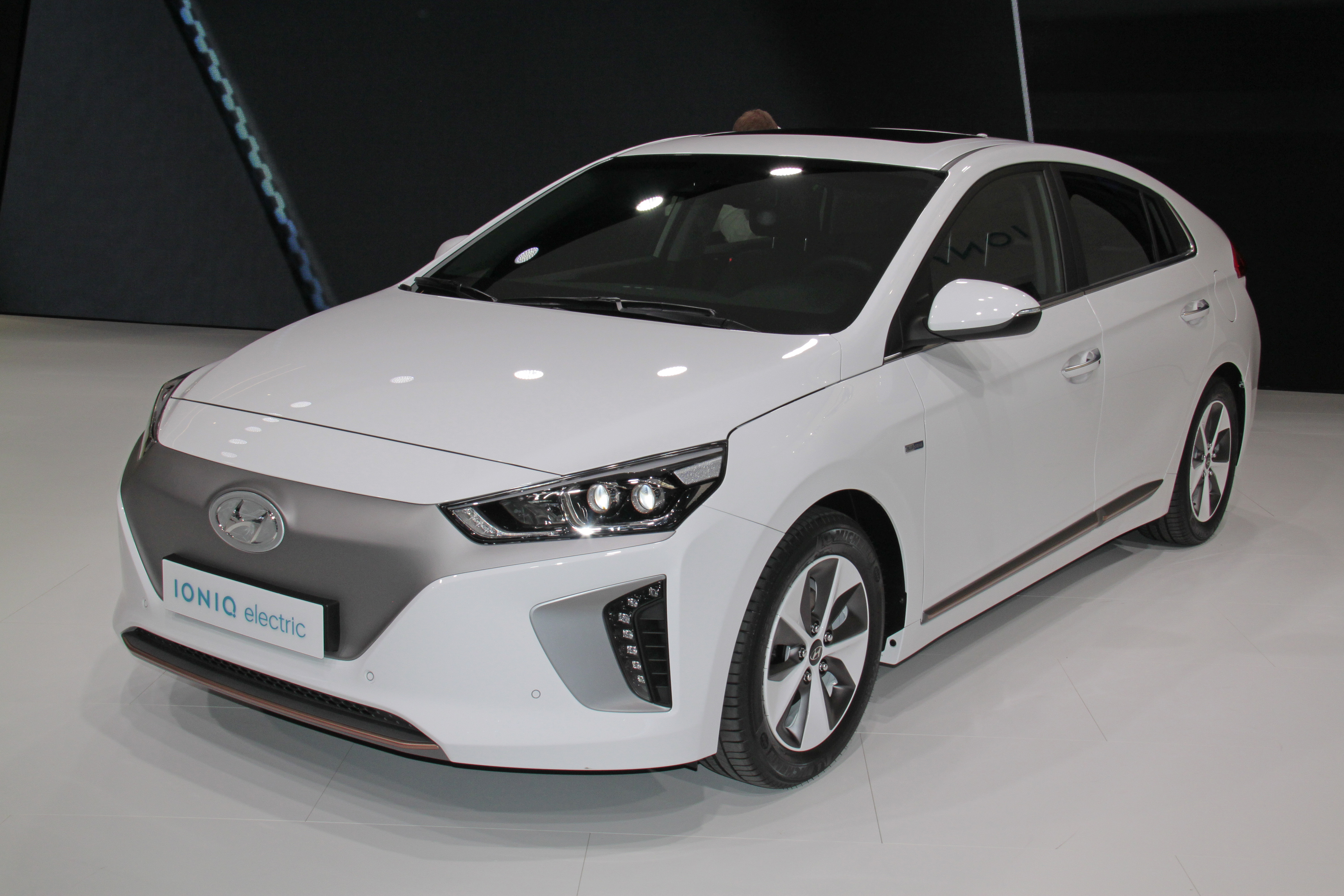
Hyundai Ioniq Eléctrico

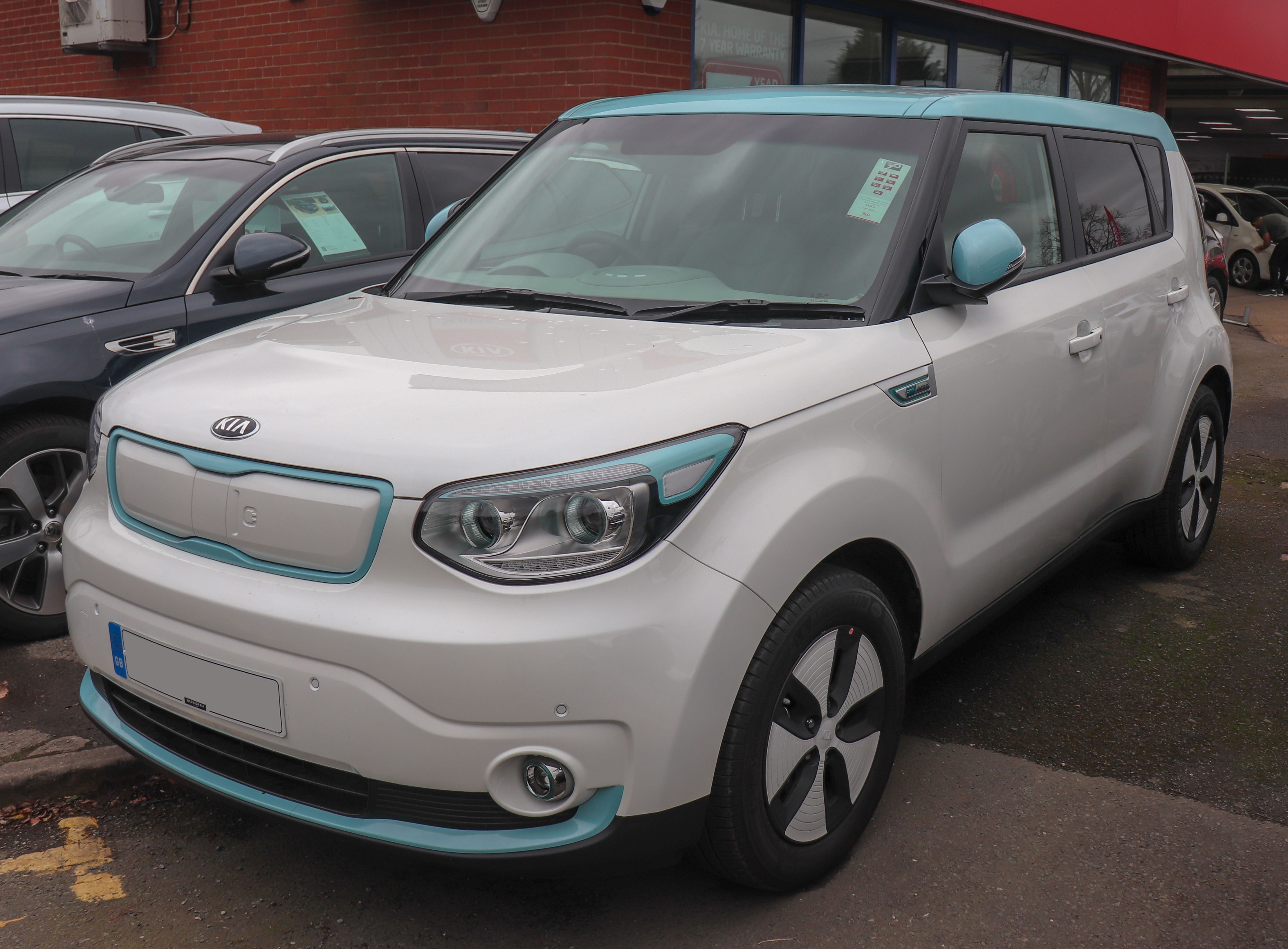
Kia Soul EV

### 2013
Los turismos eléctricos más vendidos en España en 2013 fueron:
| Modelo               | Ventas 2013 |
| -------------------- | ----------- |
| Nissan Leaf          | 263         |
| Renault ZOE          | 182         |
| Mitsubishi i MiEV    | 142         |
| Renault Fluence Z.E. | 128         |
| Smart ED             | 57          |
| BMW i3               | 27          |

### 2014
Los turismos eléctricos más vendidos en España en 2014 fueron:
| Modelo            | Ventas 2014 |
| ----------------- | ----------- |
| Nissan Leaf       | 465         |
| Renault ZOE       | 289         |
| BMW i3            | 204         |
| Smart ED          | 35          |
| Volkswagen e-Golf | 16          |
| Tesla Model S     | 15          |
| BYD e6            | 15          |
| Volkswagen e-up!  | 14          |

### 2015
Los turismos eléctricos más vendidos en España en 2015 fueron:
| Modelo                          | Ventas 2015 |
| ------------------------------- | ----------- |
| Smart ED                        | 388         |
| Nissan Leaf                     | 344         |
| Renault ZOE                     | 312         |
| BMW i3                          | 251         |
| Kia Soul EV                     | 89          |
| Volkswagen e-Golf               | 21          |
| Volkswagen e-up                 | 16          |
| Mercedes-Benz Clase B eléctrico | 14          |
| Tesla Model S                   | 10          |

### 2016
Los turismos eléctricos más vendidos en España en 2016 fueron:
| Modelo                          | Ventas 2016 |
| ------------------------------- | ----------- |
| Nissan Leaf                     | 519         |
| Citroën C-Zero                  | 496         |
| Renault ZOE                     | 402         |
| BMW i3                          | 200         |
| Smart ED                        | 155         |
| Kia Soul EV                     | 88          |
| Tesla Model S                   | 46          |
| Volkswagen e-Golf               | 23          |
| Citroën e-Méhari                | 21          |
| Peugeot iOn                     | 17          |
| Mercedes-Benz Clase B eléctrico | 14          |
| Tesla Model X                   | 9           |

### 2017
Los turismos eléctricos más vendidos en España en 2017 fueron:
| Modelo                          | Ventas 2017 |
| ------------------------------- | ----------- |
| Renault ZOE                     | 1327        |
| Nissan Leaf                     | 530         |
| BMW i3                          | 497         |
| Smart ED                        | 418         |
| Tesla Model S                   | 225         |
| Volkswagen e-Golf               | 176         |
| Tesla Model X                   | 162         |
| Citroën C-Zero                  | 160         |
| Hyundai Ioniq Eléctrico         | 129         |
| Smart Forfour ED                | 113         |
| Kia Soul EV                     | 97          |
| Peugeot iOn                     | 29          |
| Volkswagen e-up                 | 21          |
| Mercedes-Benz Clase B eléctrico | 12          |
| Citroën e-Méhari                | 12          |

### 2018
Los turismos eléctricos más vendidos en España en 2018 fueron:
| Modelo                  | Ventas 2018 |
| ----------------------- | ----------- |
| Renault ZOE             | 1413        |
| Nissan Leaf             | 1242        |
| Smart ForTwo ED         | 760         |
| Smart ForFour ED        | 698         |
| BMW i3                  | 682         |
| Volkswagen e-Golf       | 436         |
| Hyundai Kona EV         | 220         |
| Hyundai Ioniq Eléctrico | 202         |
| Tesla Model S           | 165         |
| Tesla Model X           | 159         |

### 2019

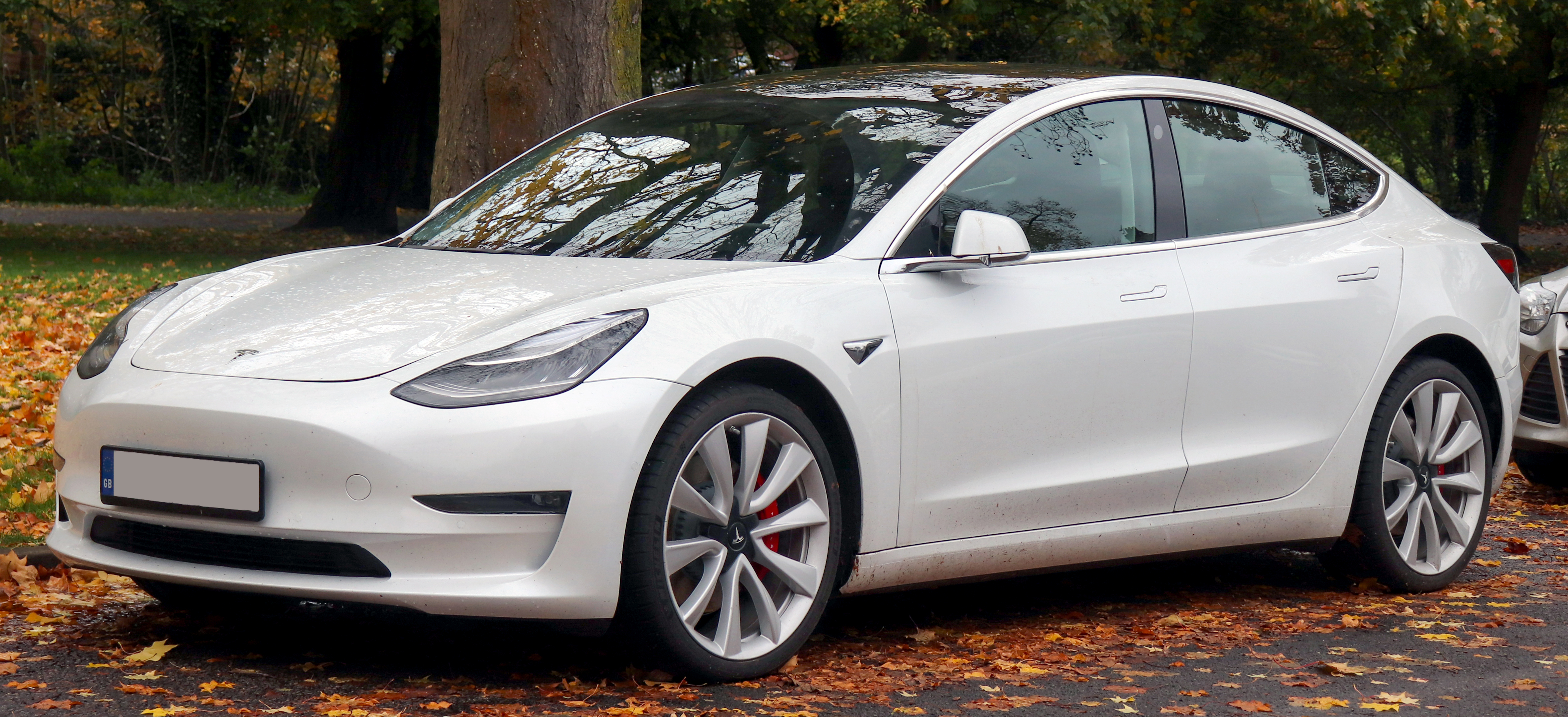
El Tesla Model 3 empezó a venderse en España en 2019.

Los turismos eléctricos más vendidos en España en 2019 fueron:
| Modelo                  | Ventas 2019 |
| ----------------------- | ----------- |
| Tesla Model 3           | 1688        |
| Nissan Leaf             | 1510        |
| Renault ZOE             | 1051        |
| Hyundai Kona EV         | 1002        |
| Volkswagen e-Golf       | 941         |
| BMW i3                  | 916         |
| Smart ForFour ED        | 766         |
| Smart ForTwo ED         | 683         |
| Kia e-Niro              | 348         |
| Tesla Model X           | 188         |
| Hyundai Ioniq Eléctrico | 176         |
| Tesla Model S           | 175         |
| Jaguar I-Pace           | 166         |
| Audi e-tron             | 165         |

### 2020

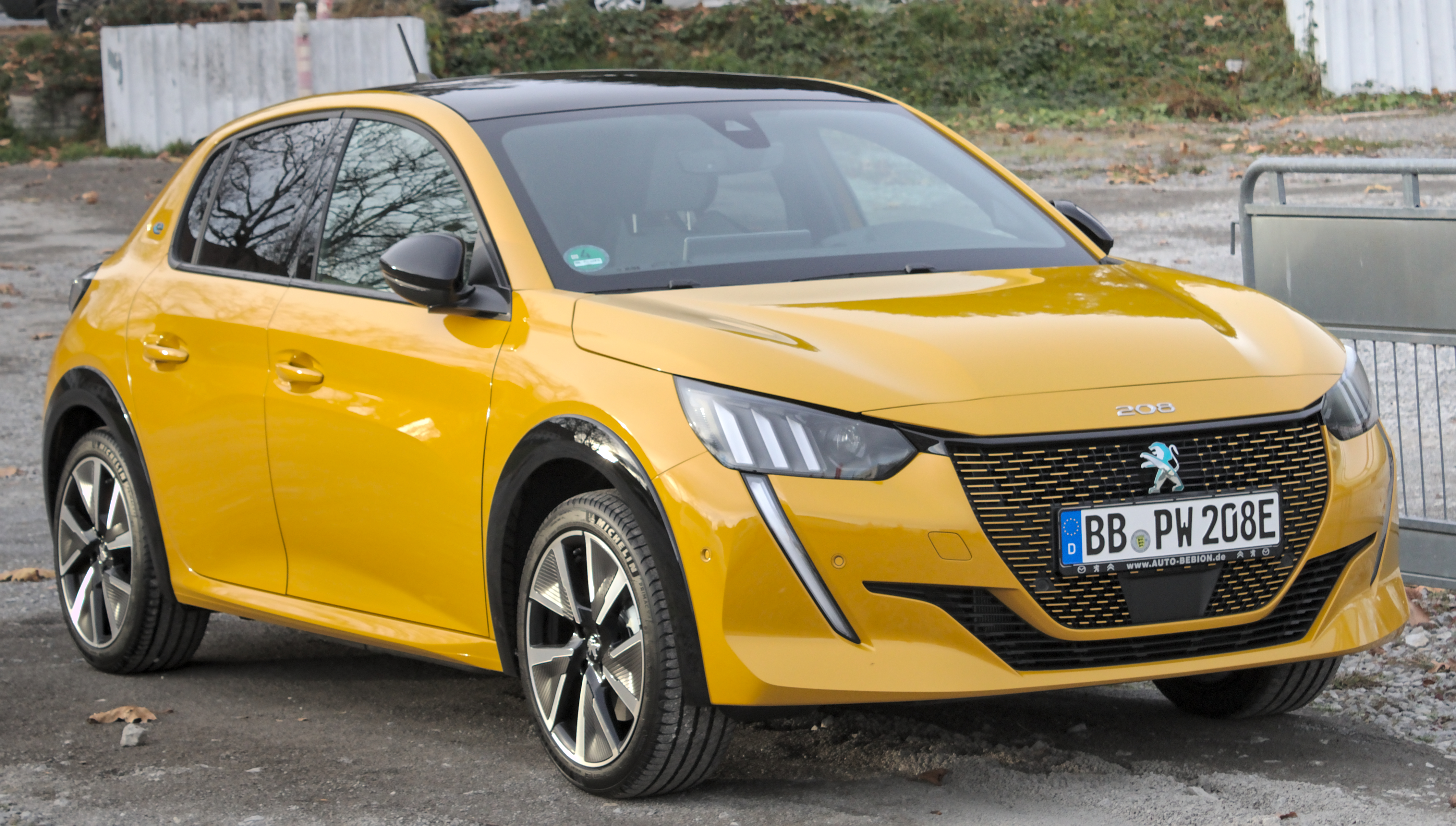
El Peugeot e-208 empezó a venderse en España en 2020.

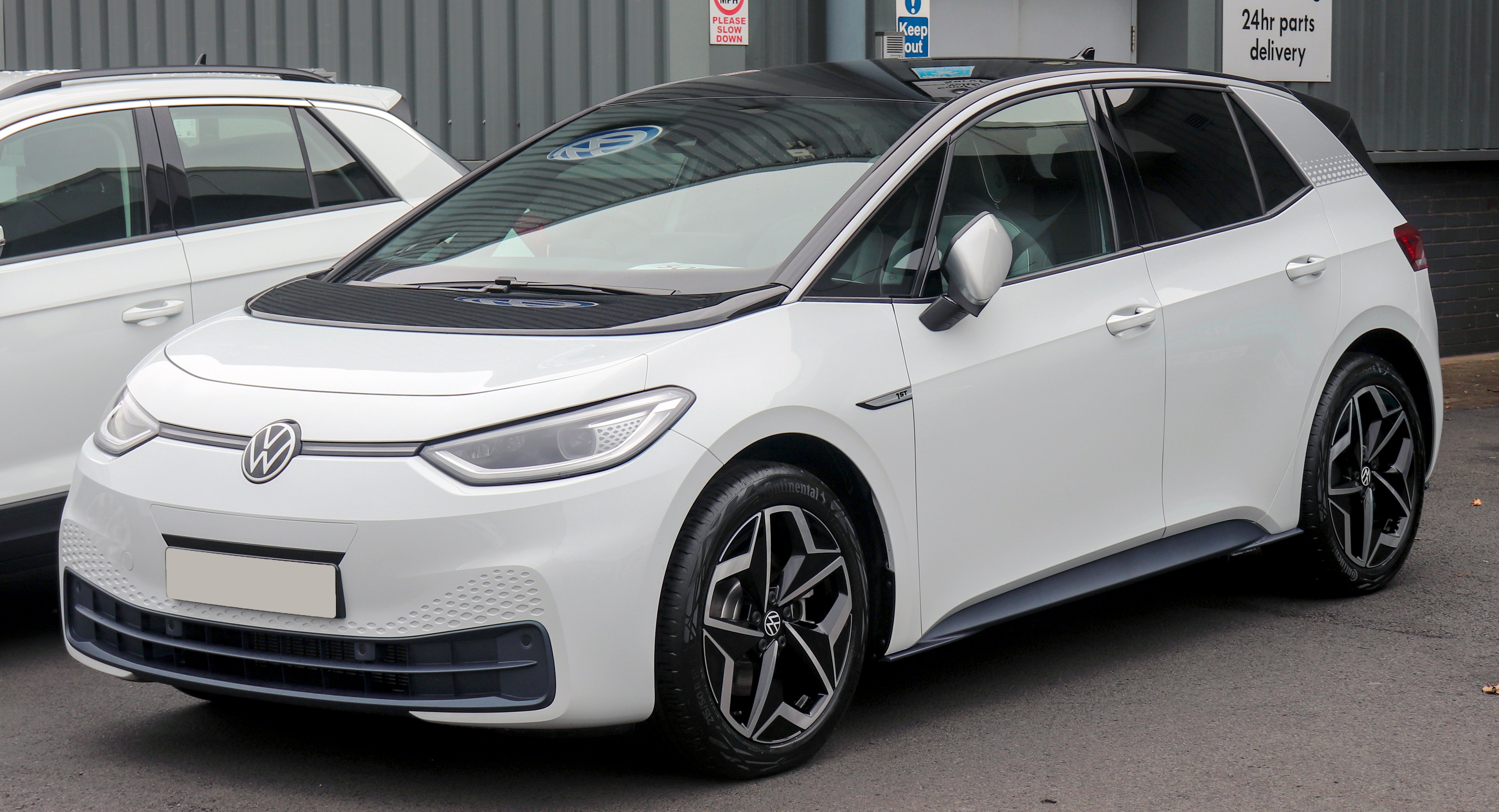
El Volkswagen ID.3 empezó a venderse en España en 2020.

Los turismos eléctricos más vendidos en España en 2020 fueron:
| Modelo            | Ventas 2020 |
| ----------------- | ----------- |
| Renault ZOE       | 2431        |
| Hyundai Kona EV   | 1793        |
| Peugeot e-208     | 1249        |
| Tesla Model 3     | 1202        |
| Volkswagen ID.3   | 1017        |
| SEAT Mii Electric | 905         |
| Nissan Leaf       | 880         |
| Kia e-Niro        | 759         |
| Smart ForTwo ED   | 734         |
| Mini eléctrico    | 715         |

### 2021

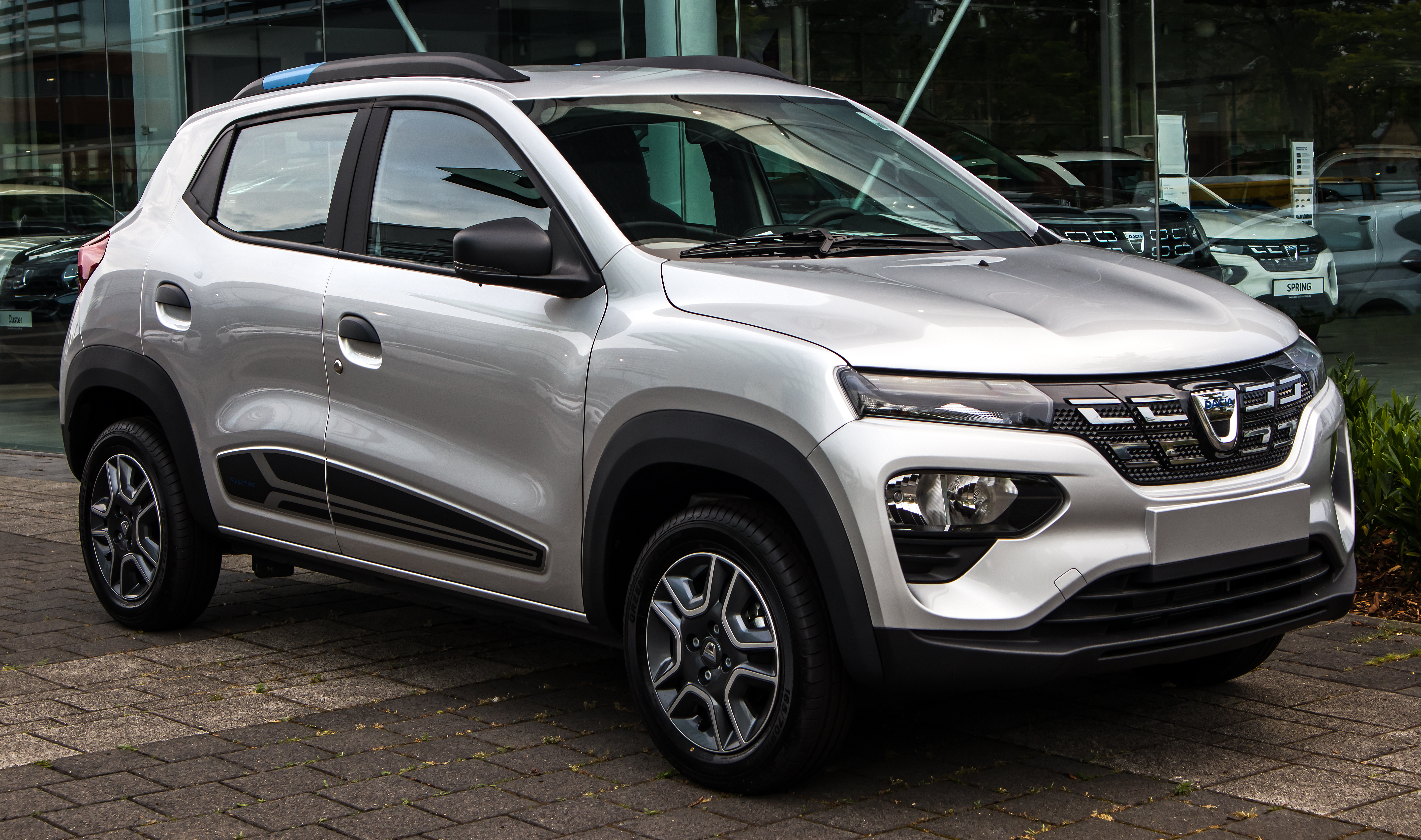
El Dacia Spring empezó a venderse en España en 2021.

Los turismos eléctricos más vendidos en España en 2021 fueron:
| Modelo          | Ventas 2021 |
| --------------- | ----------- |
| Tesla Model 3   | 2847        |
| Kia e-Niro      | 1717        |
| Renault ZOE     | 1391        |
| Dacia Spring    | 1056        |
| Peugeot e-208   | 1025        |
| Fiat 500        | 1003        |
| Volkswagen ID.4 | 995         |
| Hyundai Kona EV | 934         |
| Volkswagen ID.3 | 910         |

### 2022

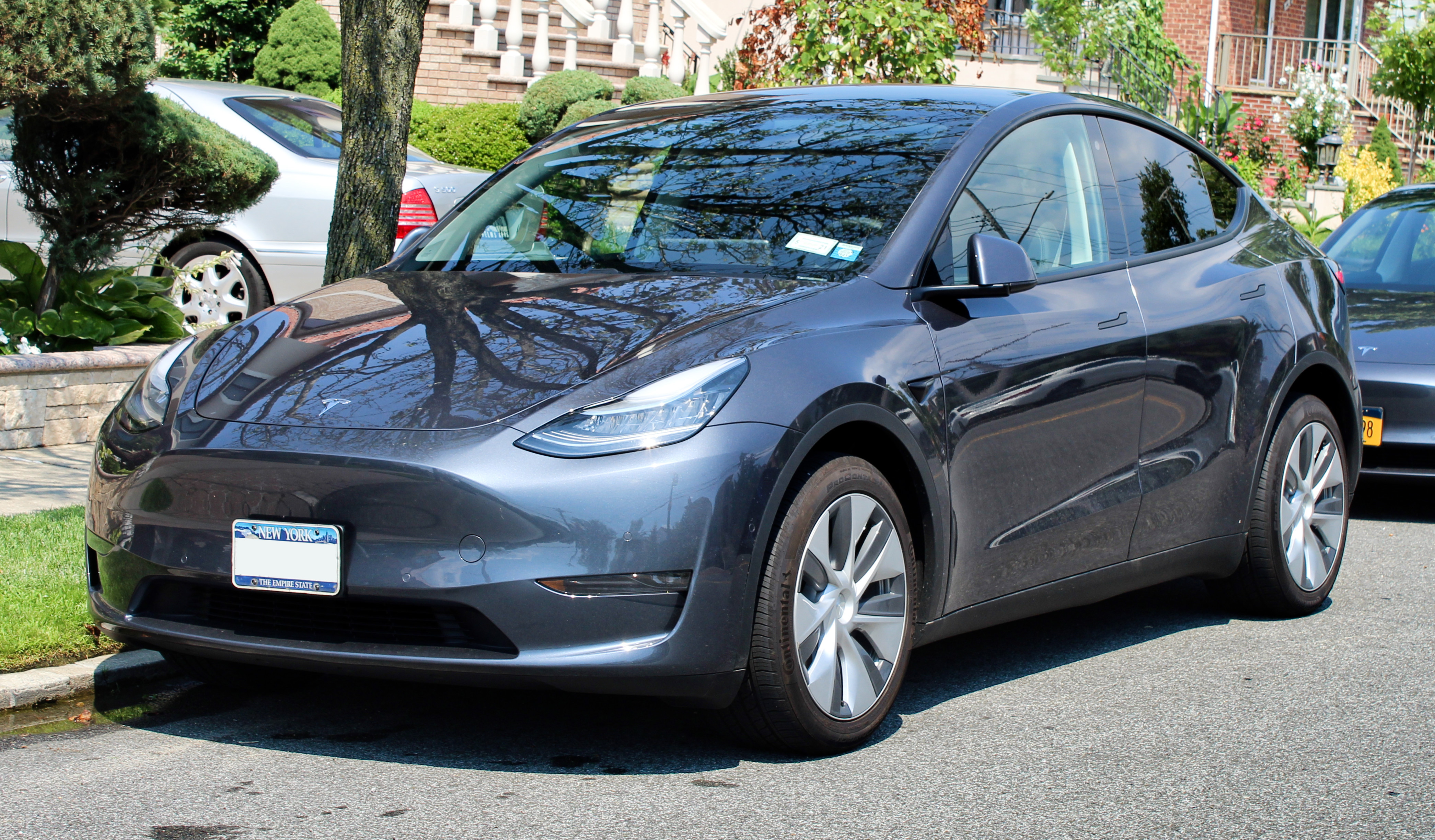
El Tesla Model Y empezó a venderse en España en 2022.

Los turismos eléctricos más vendidos en España en 2022 fueron:
| Modelo              | Ventas 2022 |
| ------------------- | ----------- |
| Tesla Model 3       | 2677        |
| Fiat 500            | 1866        |
| Tesla Model Y       | 1865        |
| Kia e-Niro          | 1513        |
| Citroën ë-C4        | 1418        |
| Mini eléctrico      | 1255        |
| Hyundai Kona EV     | 1101        |
| Dacia Spring        | 1033        |
| KIA EV6             | 917         |
| Hyundai Ioniq 5     | 916         |
| Peugeot e2008       | 830         |
| Mercedes-Benz EQA   | 828         |
| Volvo XC40 Recharge | 771         |
| Cupra Born          | 766         |
| Volkswagen ID.4     | 762         |
| Opel Corsa-e        | 697         |

### 2023

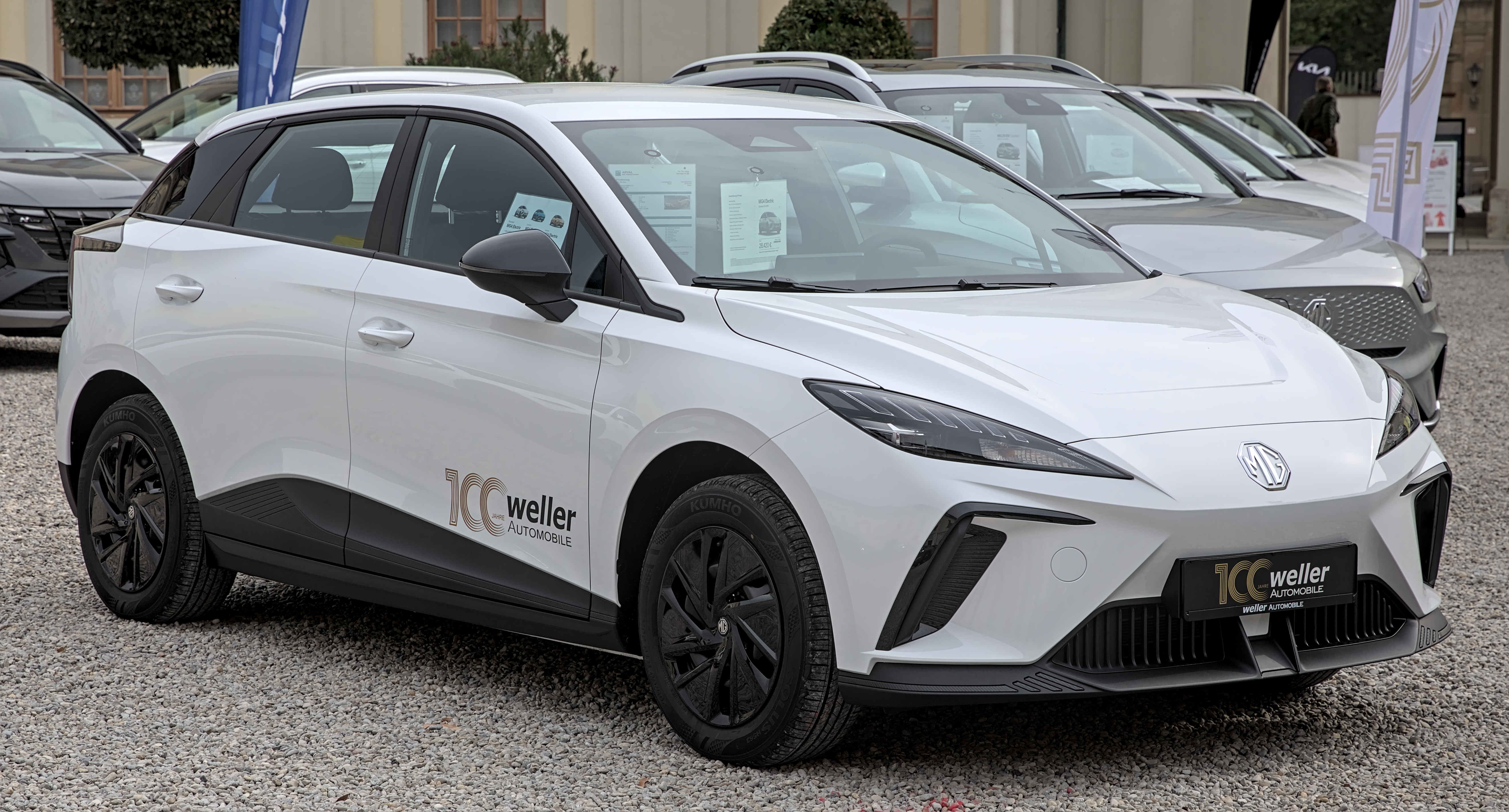
El MG4 empezó a venderse en España en 2023.

Los turismos eléctricos más vendidos en España en 2023 fueron:
| Modelo              | Ventas 2023 |
| ------------------- | ----------- |
| Tesla Model Y       | 6843        |
| Tesla Model 3       | 6123        |
| MG4                 | 3096        |
| Dacia Spring        | 2031        |
| Fiat 500            | 2022        |
| Citroën ë-C4        | 1563        |
| Kia e-Niro          | 1466        |
| Mini Cooper SE      | 1330        |
| Cupra Born          | 1213        |
| Volvo XC40 Recharge | 1175        |

### 2024

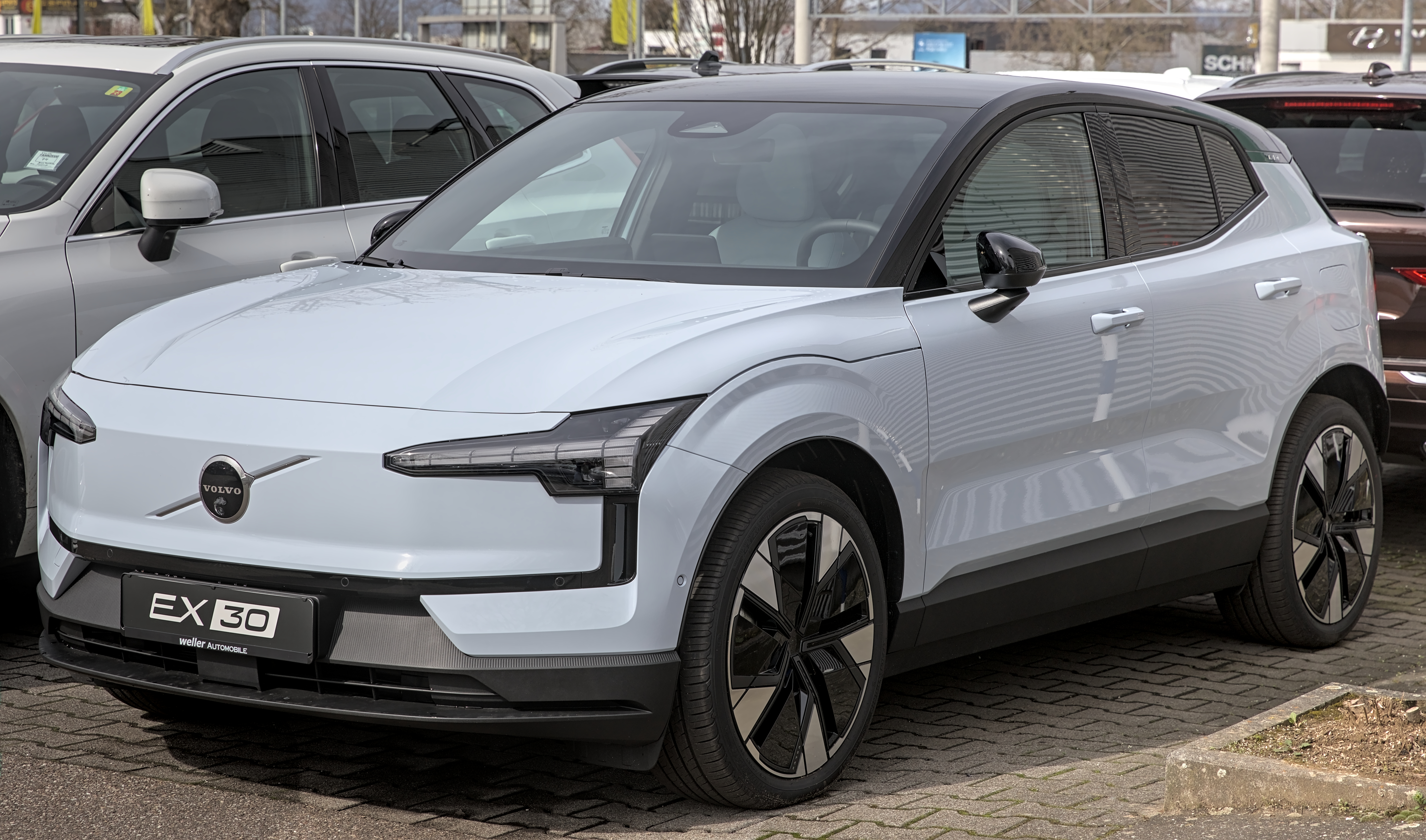
El Volvo EX30 empezó a venderse en España en 2024.

Los turismos eléctricos más vendidos en España en 2024 fueron:
| Modelo            | Ventas 2024 |
| ----------------- | ----------- |
| Tesla Model 3     | 11031       |
| Tesla Model Y     | 5495        |
| MG4               | 2667        |
| Volvo EX30        | 2355        |
| BMW iX1           | 1792        |
| Mercedes-Benz EQA | 1645        |
| BYD Atto 3        | 1232        |
| BYD Dolphin       | 1154        |
| Citroën ë-C4      | 1114        |
| Kia e-Niro        | 1090        |
| BYD Seal          | 1022        |
| BMW iX2           | 1019        |

### 2025

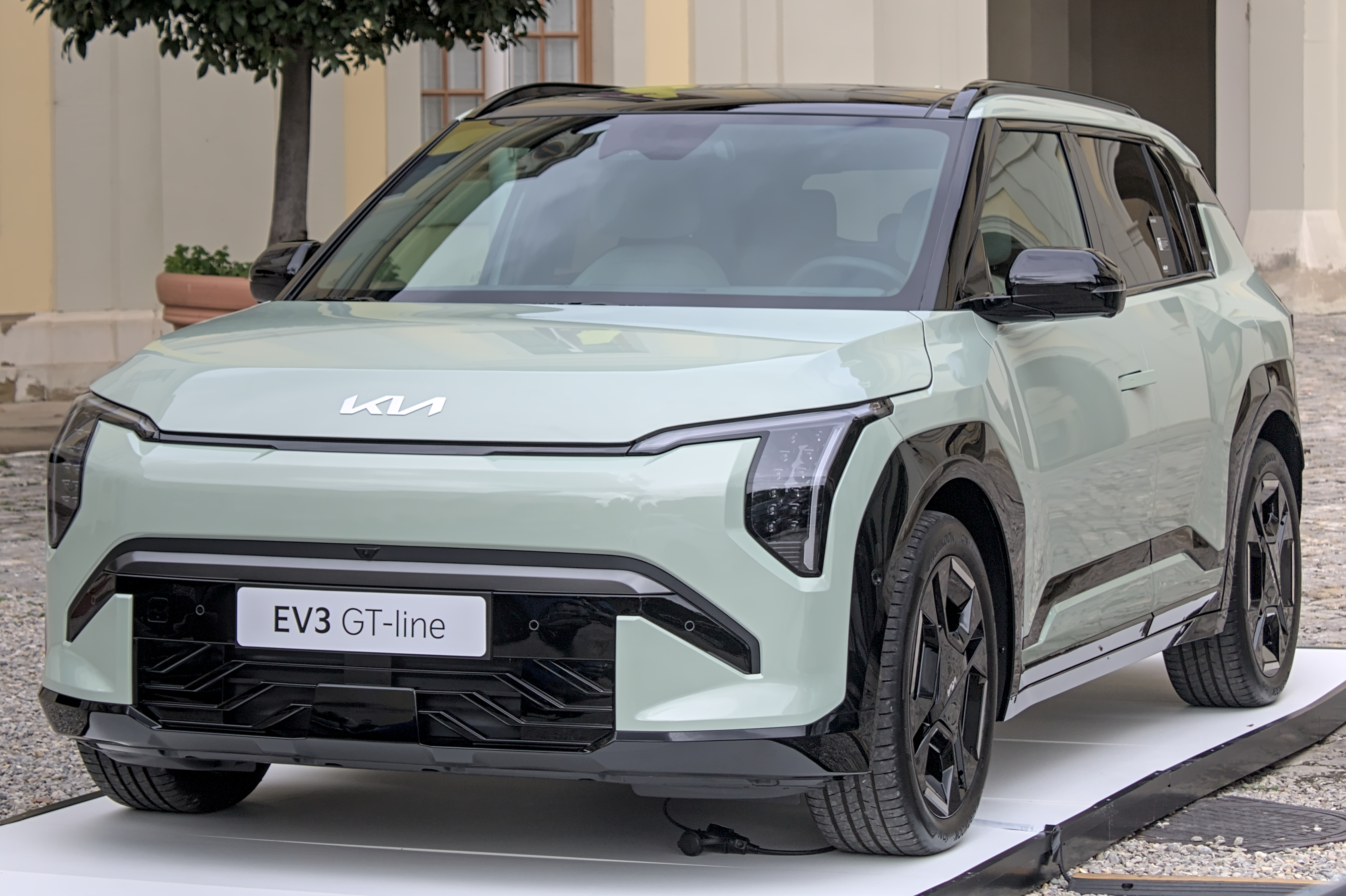
El Kia EV3 empezó a venderse en España al final de 2024.

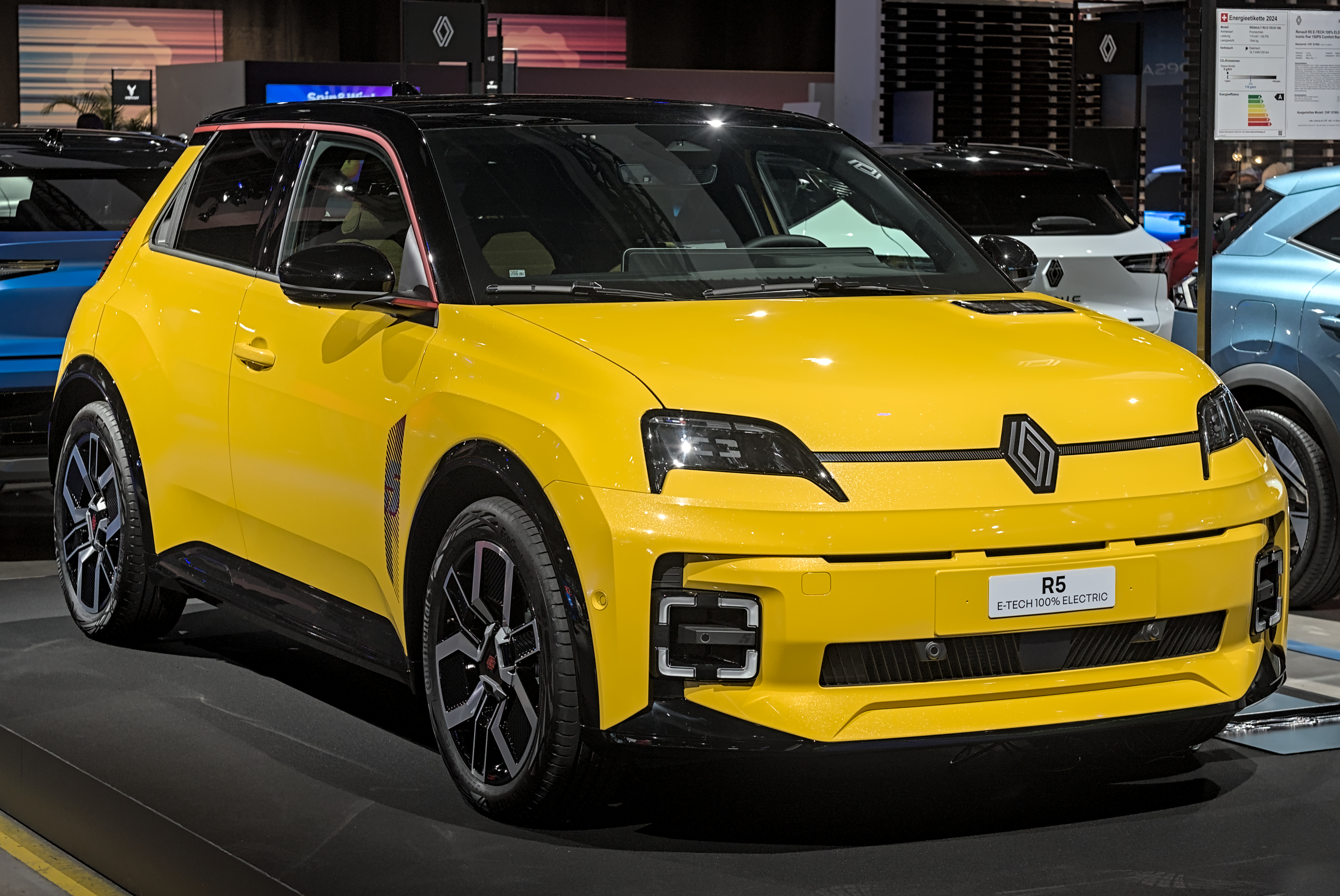
El Renault 5 EV empezó a venderse en España al final de 2024.

Los turismos eléctricos más vendidos en España en 2025 de enero a junio fueron:
| Modelo            | Ventas 2025 enero-junio |
| ----------------- | ----------------------- |
| Tesla Model 3     | 4089                    |
| Tesla Model Y     | 3052                    |
| Kia EV3           | 2713                    |
| Renault 5 EV      | 2365                    |
| Citroën ë-C3      | 1730                    |
| Toyota bZ4X       | 1308                    |
| BYD Dolphin       | 1297                    |
| Mercedes-Benz EQA | 1208                    |
| BYD Atto 3        | 1180                    |
| Peugeot E-2008    | 1148                    |
| Hyundai Inster    | 1058                    |
| Dacia Spring      | 1041                    |